# ふたみ潮風ふれあい公園
ふたみ潮風ふれあい公園（ふたみしおかぜふれあいこうえん）は、愛媛県伊予市にある公園である。公園内には、多数のスポーツ施設が整う。

## 施設
- 潮風みどりの広場
- 芝スキー場
- テニスコート
- 体験学習施設「ふれあいの館」
- キャンプ場

## 周辺
- 道の駅ふたみ
- ふたみシーサイド公園

## アクセス
- 最寄り駅 - 予讃線伊予上灘駅

座標: 北緯33度40分49.6秒 東経132度38分5.9秒 / 北緯33.680444度 東経132.634972度